# 8-OH-PBZI
8-OH-PBZI je lek koji se koristi u naučnim istraživanjima. On deluje kao potentan i selektivan agonist dopaminskog D3 receptora.